# Dead or Alive Xtreme Beach Volleyball
Dead or Alive Xtreme Beach Volleyball – komputerowa gra sportowa wydana przez Tecmo na konsolę Xbox. Jej premiera odbyła się 22 stycznia 2003 roku w Ameryce Północnej i 28 marca w Europie. Kontynuacja gry Dead or Alive Xtreme 2 została wydana 13 listopada 2006 roku na konsolę Xbox 360.

## Rozgrywka
Dead or Alive Xtreme Beach Volleyball jest symulatorem siatkówki plażowej, gdzie gracz steruje postaciami z serii Dead or Alive. W trybie historii postać wybiera jedną z kobiet na okres dwóch tygodni. Za wygrany mecz zdobywane są pieniądze, dzięki którym możliwe jest kupienie nowych strojów. Ścieżka dźwiękowa zawiera utwory między innymi Christiny Aguilery, Boba Marleya czy Spice Girls.

## Odbiór
Dead or Alive Xtreme Beach Volleyball uzyskało zróżnicowany odbiór krytyków zyskując średnią ocen 73/100 na serwisie Metacritic. Recenzenci chwalili modele bohaterek, a narzekali na małą liczbę rzeczy do robienia. Jeff Gerstmann stwierdził, że granie w siatkówkę jest zbyt proste, a całość jest tylko pokazem grafiki w wysokiej jakości. Według Aarona Boulding z IGN zarówno fani serii Dead or Alive, jak i zwykli gracze powinni być zadowoleni z wyglądu bohaterek. Wytknął natomiast że tryb dla pojedynczego gracza jest ciekawy tylko dla osób które lubią odblokowywać i kolekcjonować przedmioty.